# Ducati 98
La Ducati 98  è una motocicletta prodotta dalla casa motociclistica italiana Ducati dal 1952 al 1958. 
La moto era disponibile in svariate versioni, allestimenti ed evoluzioni:  come la 98N, 98T, 98TL, 98 Sport (98S) e 98 Super Sport (98SS); tutte condividevano il motore monocilindrico OHV da 98 cc e il telaio in acciaio stampato a culla aperta.

## Descrizione

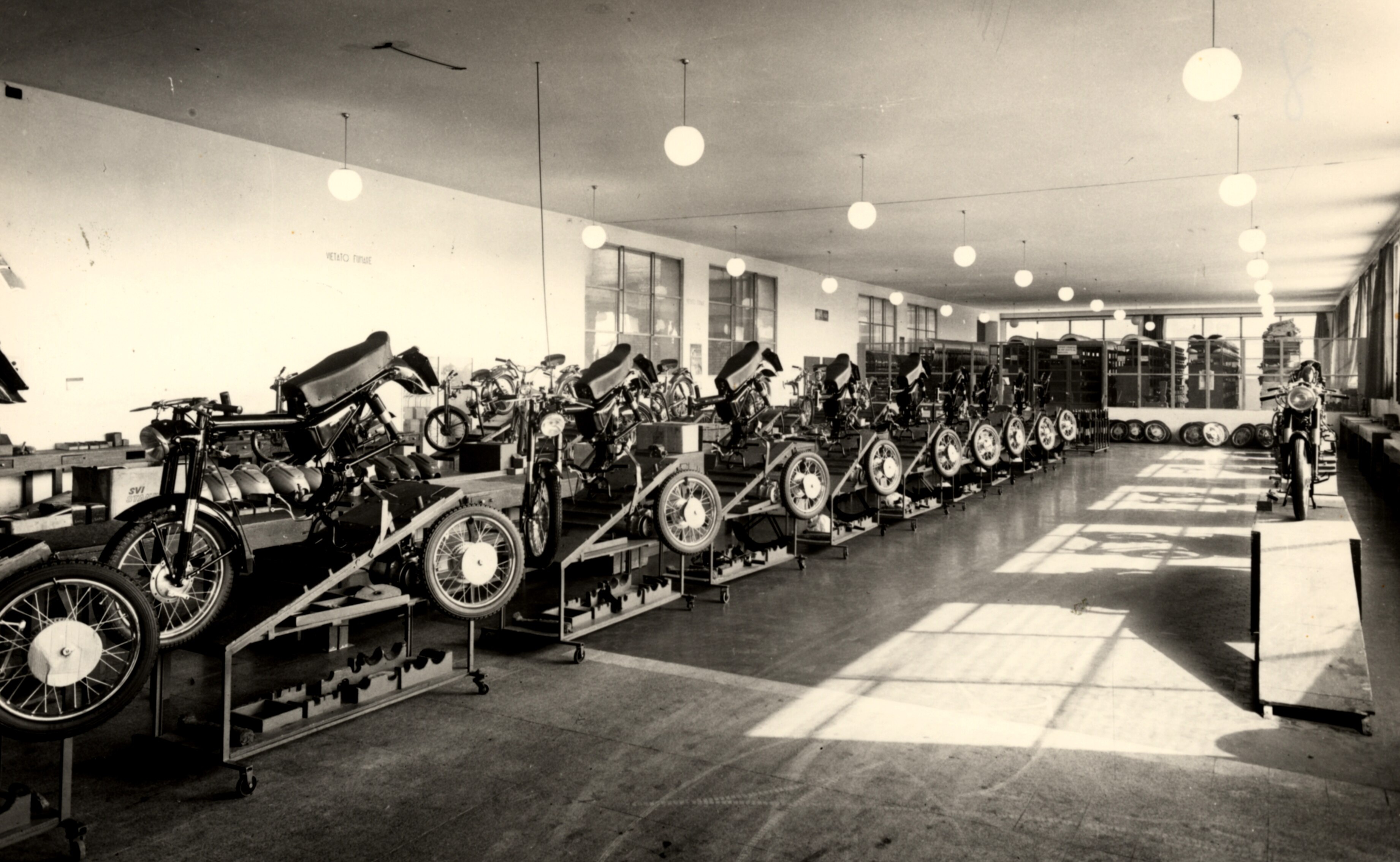
Catena di montaggio della 98 all'interno dello stabilimento di Borgo Panigale, 1957 circa

Ad alimentare la 98 c'era un motore monocilindrico Ducati da 98 cm³ a quattro tempi leggermente inclinato in avanti, con singolo albero a camme avente distribuzione ad aste e bilancieri, raffreddato ad aria con testata a due valvole e sistema d'alimentazione a carburatore.
La 98 era stata concepita come un modello essenziale e d'accesso alla gamma Ducati. La moto, il cui progetto fu dell'ingegnere capo della Ducati Giovanni Fiorio, debuttò al Salone di Milano del 1952 con l'esposizione delle versioni 98N e della 98T (biposto). L'anno successivo, allo stesso salone, venne presentata la 98 Sport, versione più leggera con cerchi in lega anziché in acciaio e una messa a punto migliore della meccanica e ciclistica, con l'aggiunta di un radiatore dell'olio alettato nella parte anteriore del motore.